# Raffaele Cosimo De Girolami
Raffael Cosimo de Girolami, né le 10 septembre 1670 à Florence, alors capitale du grand-duché de Toscane, et mort le 21 février 1748 à Rome, est un cardinal italien du XVIIIe siècle.

## Biographie
Raffaele Cosimo De Girolami est nommé archevêque titulaire de Damiette (de) en 1728 et exerce diverses fonctions au sein de la Curie romaine. Il est un théologien renommé.
Le pape Benoît XIV le crée cardinal lors du consistoire du 9 septembre 1743. Il est nommé préfet de la Congrégation des indulgences et reliques religieuses en 1743 et de la Congrégation des évêques et réguliers en 1744.

### Sources
- Fiche du cardinal sur le site fiu.edu